# Mariana de San José
Mariana de San José (1568-1638) est une moniale espagnole, appartenant à la congrégation des augustines récollettes contemplatives. Promotrice de la stricte observance, elle a fondé un certain nombre de monastères déchaussés et composé quelques écrits mystiques.

## Biographie

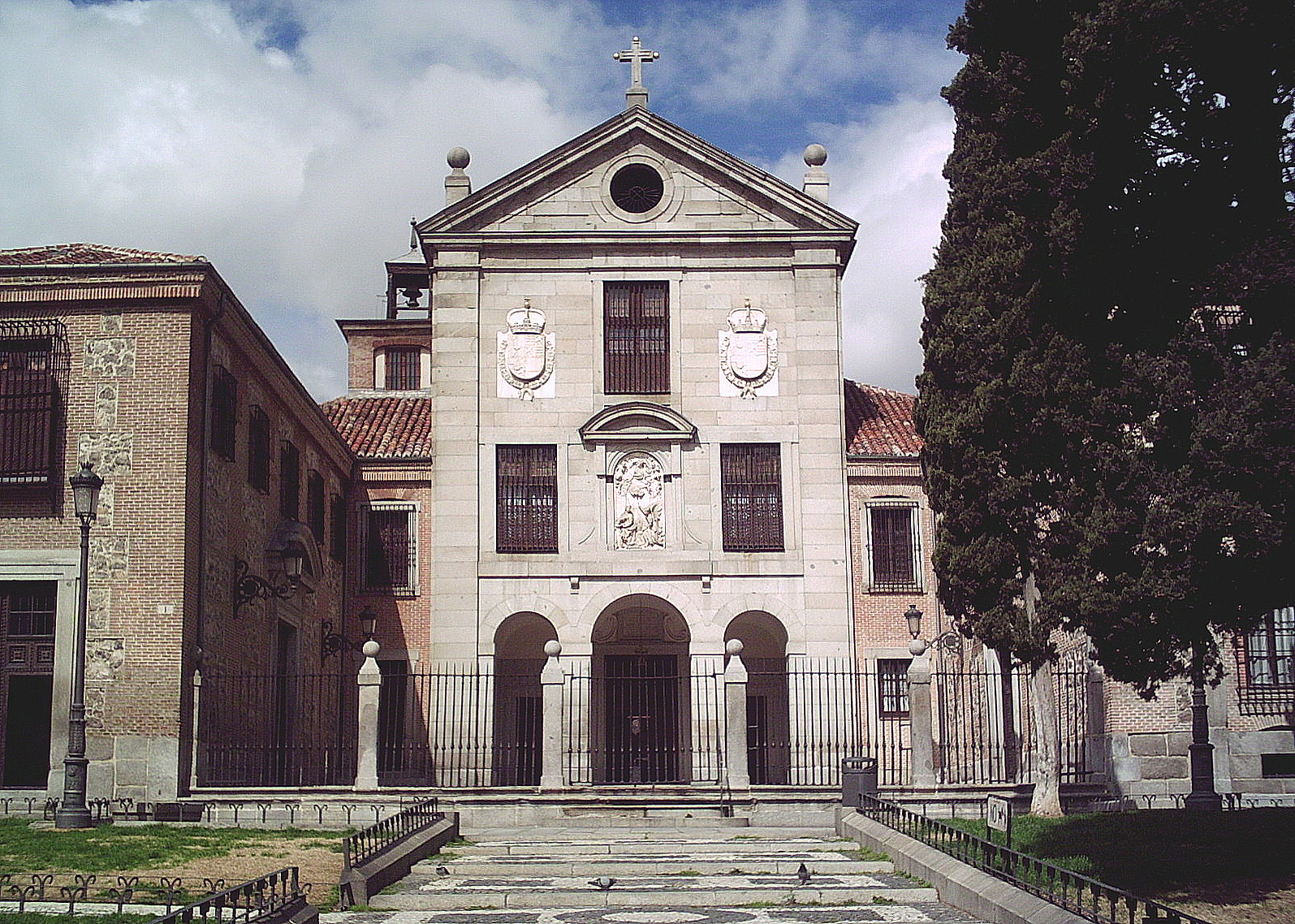
Monastère royal de l'Incarnation (Madrid)

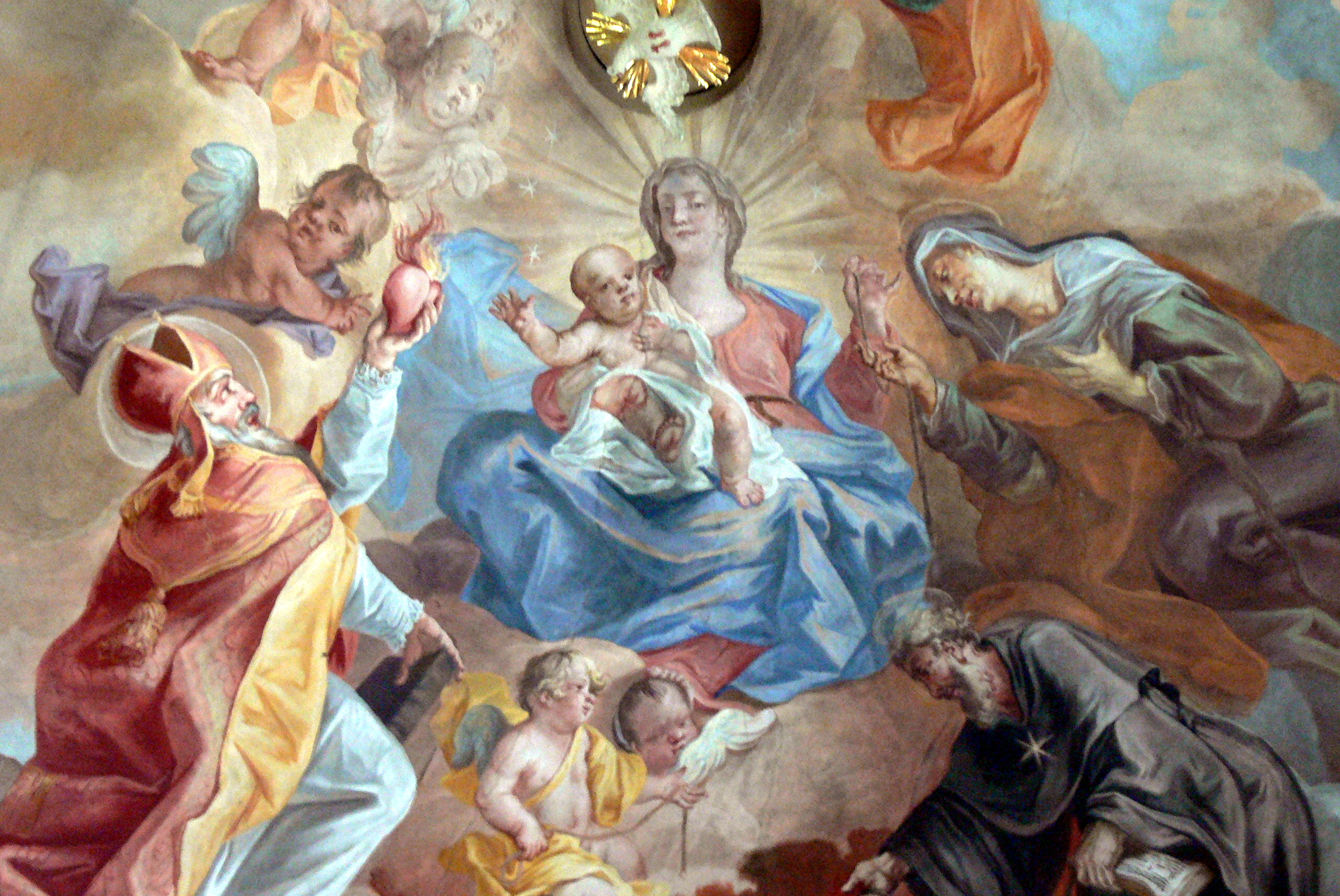
Vierge à l'Enfant entourée de saint Augustin et de sainte Monique

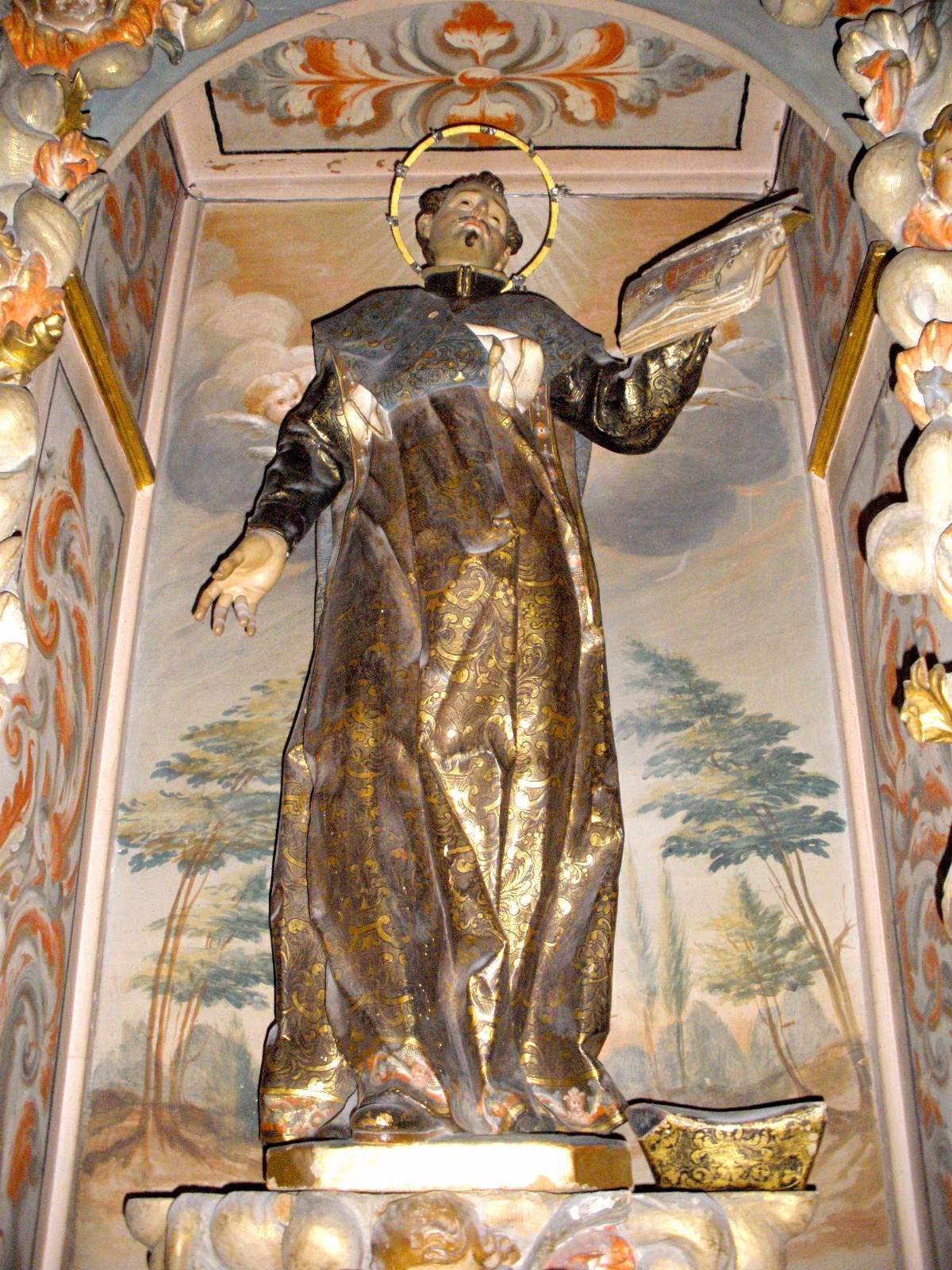
Piété baroque au monastère de Palencia

Mariana est née le 5 août 1568 à Alba de Tormes (Salamanque). Sa mère se nomme Maria de Monaldo, et son père, Juan de Manzanedo, est majordome du duc d'Albe. À l'âge de huit ans, la fillette perd ses parents et se voit recueillie par deux tantes, moniales augustines. En 1586, elle entre à son tour au monastère de Ciudad Rodrigo, dont elle devient prieure en 1598, année où Agustin Antolinez devient provincial de Castille. Ensemble, ils vont implanter durablement la réforme déchaussée dans la branche féminine de l'Ordre, conformément aux vœux du chapitre provincial tenu à Tolède en 1588, lequel avait prévu d'étendre la stricte observance à trois ou quatre établissements de moniales. À cet effet, un premier monastère s'était ouvert à Madrid, le 24 décembre 1589, puis un autre à Salamanque, en 1594. Mais sous la conduite de Mariana et d'Antolinez, le mouvement s'accélère : des maisons de récollection sont bientôt fondées à Eibar en 1603 (avec l'appui d'Alonso de Orozco, à Médina del Campo en 1604, à Valladolid en 1606 (ce qui permet à la religieuse d'entrer en contact avec Luis de la Puente et Mariana de Escobar) et à Palencia en 1610. La même année, à l'initiative de l'épouse du roi Philippe III, Marguerite d'Autriche-Styrie, Mariana réforme le monastère madrilène de Santa Isabel et entame, un an plus tard, la construction, à Madrid, du Real Monasterio de la Encarnación, sur les plans dessinés par le frère Alberto de la Madre de Dios. C'est là qu'elle terminera ses jours, le 15 avril 1638, non sans avoir connu, dès 1616, l'approbation par le pape Paul V, des nouvelles constitutions, rédigées par Antolinez dans l'esprit de la Forme de vie adoptés par les Frères et confirmée par le Saint-Siège en 1597.

## Spiritualité
Répondant aux idéaux du Concile de Trente, la réforme portée par Mariana s'inspire de l'exemple de Thérèse d'Avila pour proposer un retour à la stricte observance des règles monastiques, un mode de vie austère centré sur le recueillement et la contemplation, ainsi qu'un souci de la cohésion communautaire, qui rejoint une priorité de la Règle de saint Augustin. Cette spiritualité déchaussée se retrouve dans les Exercices spirituels de la sainte, lesquels prévoient des pratiques de piété pour chaque heure de la journée et chaque jour de la semaine, en vue d'entretenir continuellement la conscience de la présence de Dieu. Le même esprit circule entre les lignes de ses Lettres, adressées à sœur Maria Bautista de San Augustin, mais surtout dans la Vida, dont la publication posthume s'explique de la manière suivante. Mariana avait été forcée par son confesseur, Jeronimo Perez, de rédiger une autobiographie. Mais à la mort de celui-ci, elle avait récupéré le manuscrit pour le jeter au feu. Des pages réchappées à cet holocauste, Luis Muñoz a tiré une biographie de l'illustre moniale, en s'appuyant sur le témoignage des religieuses de l'Incarnation, particulièrement Isabel de la Cruz. Si la cinquième partie du livre comprend un commentaire de Mariana sur trois chapitres du Cantique des cantiques, le reste de l'œuvre expose principalement les différentes étapes de l'implantation de la réforme, l'union étroite de la mystique à la Passion du Christ, et les grâces surnaturelles (prophéties, miracles, visions, etc.) dont elle fut gratifiée. Un abrégé de ce texte a été inclus par Alonso de Villerino dans son Esclarecido Solar (1689).

## Postérité
À la fin du XVIIe siècle, les augustines récollettes contemplatives compteront trente-sept monastères de par le monde, l'impulsion donnée par Mariana à la réforme ayant également déterminé la création de monastères à Lisbonne, Galway, Mexico, Oaxaca, Guadalajara et Lima. L'œuvre de la fondatrice sera d'ailleurs continuée par Antonia de Jesús (1612-1695) et Isabel de la Madre de Dios (1614-1687). À l'heure actuelle, les religieuses sont regroupées en deux fédérations relevant, l'une de l'Espagne et l'autre du Mexique.

## Voir aussi

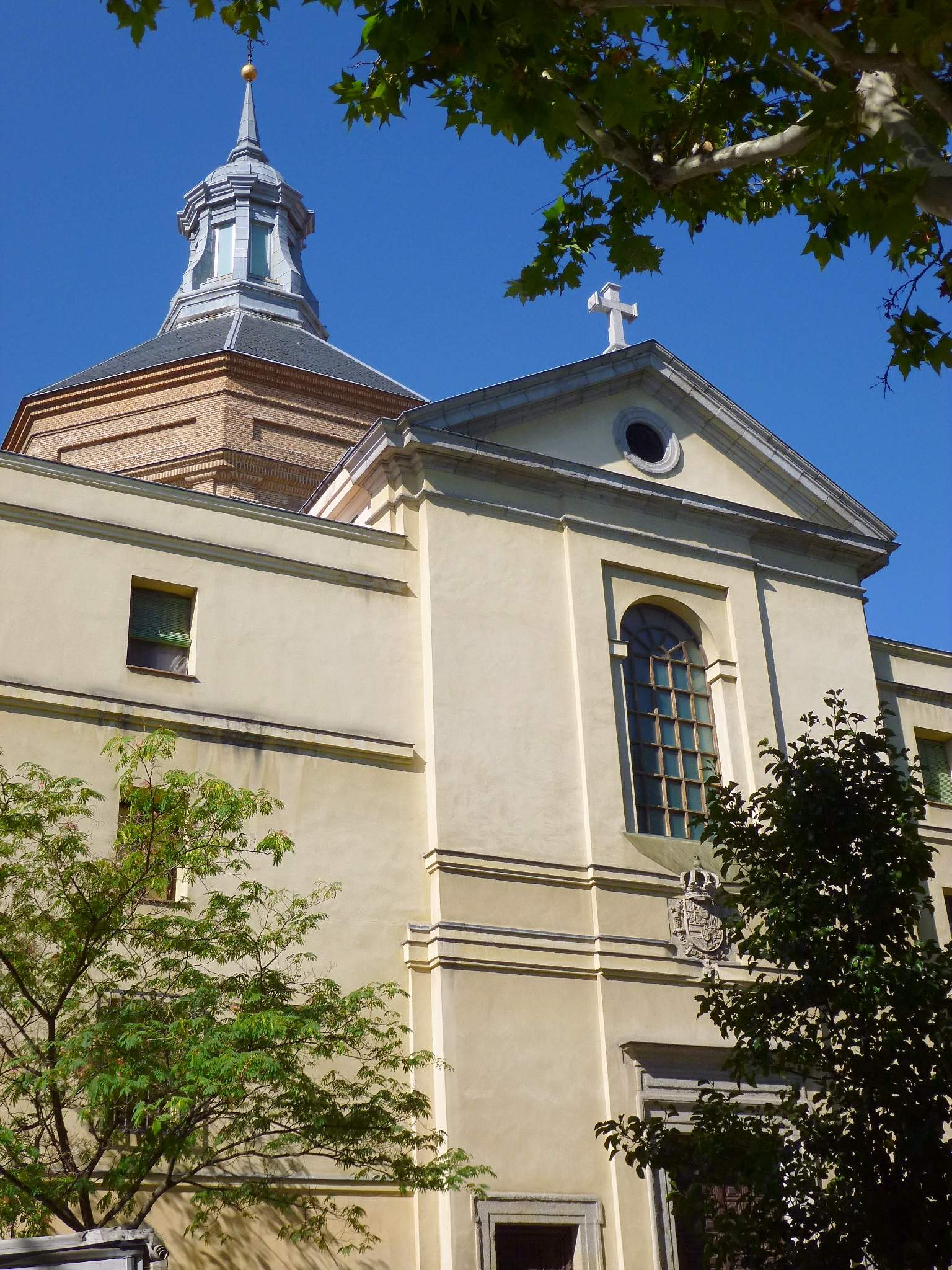
Monastère royal de Sainte-Isabelle (Madrid)

#### Œuvres
- Exercicios espirituales y repartimientos de todas las horas, Madrid, 1627.
- Cartas, 1628-1634.
- Vida, Madrid, 1645.

#### Études
- T. Minguella, Compendio de la vita y virtudes de la M. Mariana, Madrid, 1916.
- T. Aparicio Lopez, Marie-Anne de Saint-Joseph, in Dictionnaire de spiritualité ascétique et mystique, tome X, Paris, Beauchesne, 1980, p. 542-543.